# Škoda 656
Škoda 656 byl třínápravový užitkový automobil vyráběný v československé automobilce Škoda. Vyráběl se na zakázku hlavně jako autobus, případně jako klasický valník. Výroba začala roku 1932 a skončila v roce 1937, vyrobilo se jen 10 těchto vozidel.
U pěti kusů (656 D) byl motor vodou chlazený dieselový řadový šestiválec OHV o objemu 8554 cm³, měl výkon 77 kW (105 koní). Vůz s ním dosahoval rychlosti okolo 40 km/h. U druhé poloviny všech vyrobených vozů (656) byl benzínový motor o objemu 8276 cm³.
Celkem sedm z deseti vyrobených kusů 656 pořídil jako autobusy pražský dopravní podnik. Ten nejprve v roce 1932 zakoupil tři benzínové vozy 656 a posléze v letech 1935 a 1937 vždy po dvou dieselových autobusech 656 D.